# Zacapa
Zacapa é um dos 22 departamentos da Guatemala, país da América Central, sua capital é a cidade de Zacapa.

## Municípios
1. Cabañas
2. Estanzuela
3. Gualán
4. Huité
5. La Unión
6. Río Hondo
7. San Diego
8. Teculután
9. San Jorge
10. Usumatlán
11. Zacapa